# سبوغلينة تيمورية
سبوغلينة تيمورية (الاسم العلمي: Siboglinum timorense) هي نوع من الحيوانات تتبع جنس السبوغلينة من فصيلة سبوغلينات.